# Герцаевский район
Герца́евский райо́н (укр. Герцаївський район) — упразднённая административная единица Черновицкой области Украины.
Административный центр — город Герца.

## История
Образован в 1940 году. В ходе хрущёвской административной реформы, в 1962 году был упразднён, территория вошла в состав Глыбокского района. Восстановлен в декабре 1991 года. В ходе административно-территориальной реформы в Украине, в 2020 году район снова был упразднён, его территория вошла в состав Черновицкого района. На территории района были сформированы Герцаевская и Острицкая территориальные общины. Территория Буковского сельского совета вошла в состав Тереблеченской сельской общины, а село Крупянское Великобудского сельского совета — в состав Волоковской сельской общины.

## Население
Большинство населения района — румыны. По данным Всеукраинской переписи населения 2001 года в населении района присутствовали следующие этнические группы:
- румыны — 29554 (91,45 %),
- украинцы — 1616 (5,00 %),
- молдаване — 756 (2,34 %),
- русские — 299 (0,93 %)[3].

## Языки
В декабре 2012 года, после принятия закона «Об основах государственной языковой политики», Герцаевским райсоветом румынский язык объявлен региональным на территории района. В 2018 году закон «Об основах государственной языковой политики» был признан неконстутиционным и утратил силу.